# Sándor Ivády
Sándor Ivády   (Budapest, 1 de maig de 1903 - Viena, 21 de desembre de 1998) va ser un waterpolista hongarès que va competir durant les dècades de 1920 i 1930.
El 1924 va prendre part en els Jocs Olímpics de París, on tot i que no jugà cap partit, fou cinquè en la competició de waterpolo. Quatre anys més tard, als Jocs d'Amsterdam, va guanyar la medalla de plata en la competició de waterpolo i el 1932, als Jocs de Los Angeles, guanyà la medalla d'or. En el seu palmarès també destaquen una lliga hongareses de waterpolo i dos campionats d'Europa (1931 i 1934). Una lesió a l'espatlla va posar punt final a la seva carrera esportiva. Entre 1937 i 1939 va entrenar l'equip nacional, amb qui va guanyar el campionat europeu de 1938.
Ivády es va doctorar en ciències polítiques per la Universitat de Szeged. Entre 1933 i 1945 va treballar pel Ministeri d'Agricultura. Després de la Segona Guerra Mundial, va ser internat a Kistarcsa i Recsk i el 1956 s'exilià a Viena, on exercí d'entrenador.